# National Rugby League 1932
La New South Wales Rugby Football League de 1932 fue la 25.ª edición del torneo de rugby league más importante de Australia.

## Formato
Los clubes se enfrentaron en una fase regular de todos contra todos, los cuatro equipos mejor ubicados al terminar esta fase clasificaron a la postemporada.
Se otorgaron 2 puntos por el triunfo, 1 por el empate y ninguno por la derrota.

## Desarrollo

### Tabla de posiciones
| Pos. | Equipo                  | Encuentros | Encuentros | Encuentros | Encuentros | Tantos | Tantos | Tantos | Puntos |
| Pos. | Equipo                  | PJ         | PG         | PE         | PP         | F      | C      | Dif    | Puntos |
| ---- | ----------------------- | ---------- | ---------- | ---------- | ---------- | ------ | ------ | ------ | ------ |
| 1    | South Sydney Rabbitohs  | 14         | 13         | 0          | 1          | 292    | 130    | +162   | 26     |
| 2    | Western Suburbs Magpies | 14         | 11         | 0          | 3          | 321    | 156    | +165   | 22     |
| 3    | Eastern Suburbs         | 14         | 9          | 0          | 5          | 253    | 133    | +120   | 18     |
| 4    | Balmain Tigers          | 14         | 7          | 1          | 6          | 204    | 227    | -23    | 15     |
| 5    | Newtown Jets            | 14         | 7          | 0          | 7          | 201    | 251    | -50    | 14     |
| 6    | St. George Dragons      | 14         | 4          | 1          | 9          | 140    | 203    | -63    | 9      |
| 7    | Sydney University       | 14         | 2          | 0          | 12         | 134    | 275    | -141   | 4      |
| 8    | North Sydney Bears      | 14         | 2          | 0          | 12         | 147    | 317    | -170   | 4      |

|  | Postemporada. |

### Postemporada

#### Semifinales
| 3 de septiembre | South Sydney Rabbitohs | 26 - 8 | Eastern Suburbs |  |  |

| 10 de septiembre | Western Suburbs Magpies | 15 - 7 | Balmain Tigers |  |  |

#### Final
| 17 de septiembre | South Sydney Rabbitohs | 8 - 23 | Western Suburbs Magpies | Sydney Sports Ground, Sídney |  |

#### Gran Final
| 24 de septiembre | South Sydney Rabbitohs | 19 - 12 | Western Suburbs Magpies | Sydney Sports Ground, Sídney |  |

| Bandera de Australia           |
| Campeón South Sydney Rabbitohs |
| Décimo primer título           |